# 7358 Oze
7358 Oze este o planetă minoră (asteroid) din Asteroid Amor. A fost descoperită pe 27 decembrie 1995 la Observatorul Ōizumi de Takao Kobayashi. 
Obiectul prezintă o orbită caracterizată de o semiaxă mare de 2,1984709 UAi, o excentricitate de 0,502958, o înclinație de 4,66201 ° în raport cu ecliptica.